# Zwart ijzerhout
Zwart ijzerhout (Olea capensis syn. O. laurifolia, O. undulata), Afrikaans: Ysterhout, Xhosa: Igqwance is een boom die voorkomt aan de kust van Zuid-Afrika en op het hogeveld. De soort kan als heester of struik, maar ook als middelgrote boom voorkomen langs de kust. In de altijd groene wouden, zoals in Grootvadersbosch kan de boom echter tot 40 m hoog worden. De kleine welriekende bloempjes vormen bloemtakjes van zo'n 6 cm lengte. De vruchten worden 2 cm lang. Ze krijgen een paarse kleur wanneer ze rijp zijn en zijn eetbaar. De soort heeft drie ondersoorten O.c. enervis, O.c. macrocarpa en O.c. capensis

## Het hout
Het hout van deze boom is bijzonder hard en bezit de hoogste bekende dichtheid van 1,49 van enige boom, waardoor het in water zinkt als een baksteen. Het vellen van een boom was dermate moeizaam dat er ettelijke oude bomen zijn blijven staan. Men ging liever achter geelhout of stinkhout aan. De boom groeit traag en kan een aanzienlijke leeftijd bereiken.

## Galerij

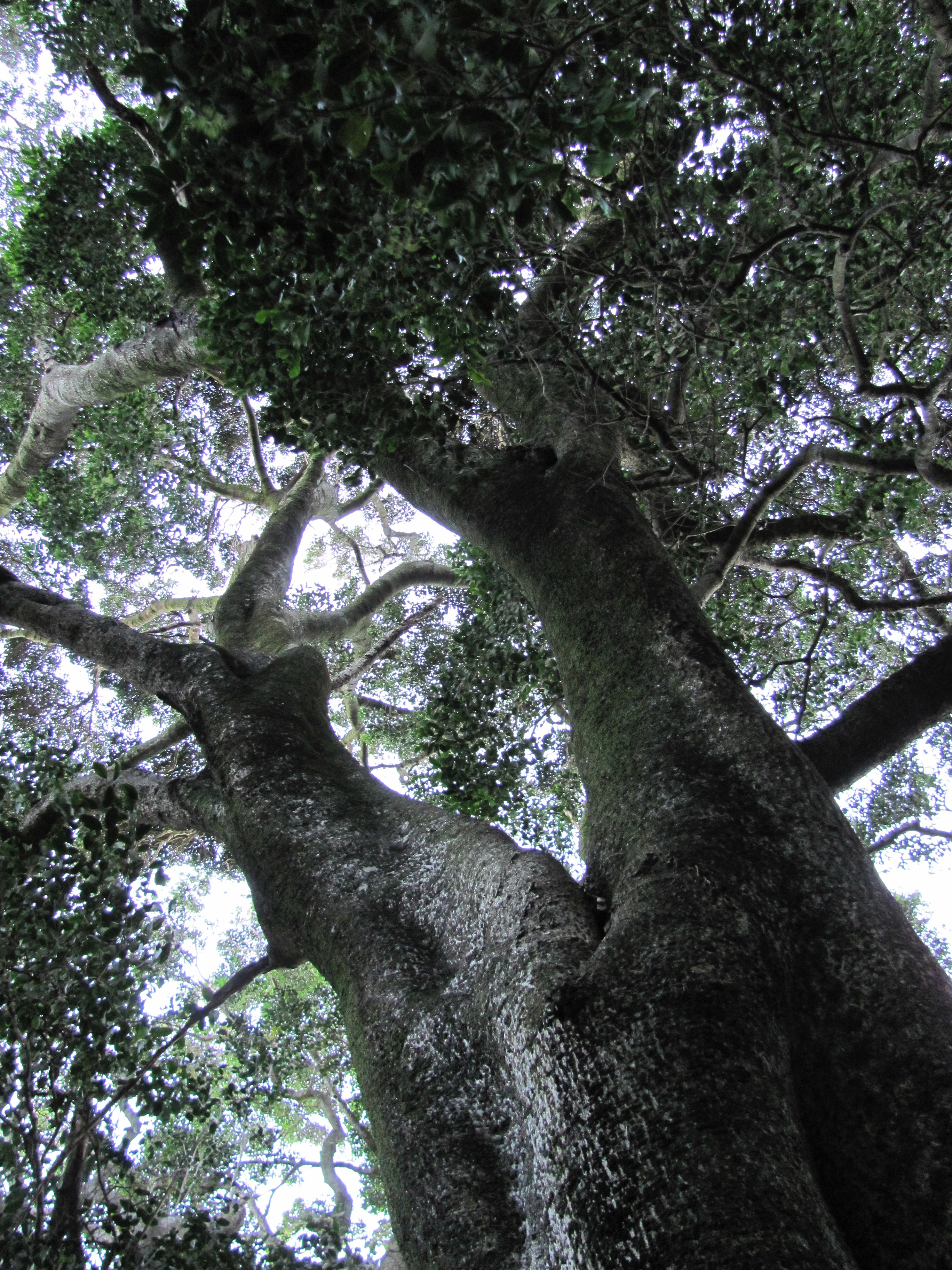
Olea capensis macrocarpa, zoals alle ondersoorten ka O. C. macrocarpa in de wildernis enorm groot worden.
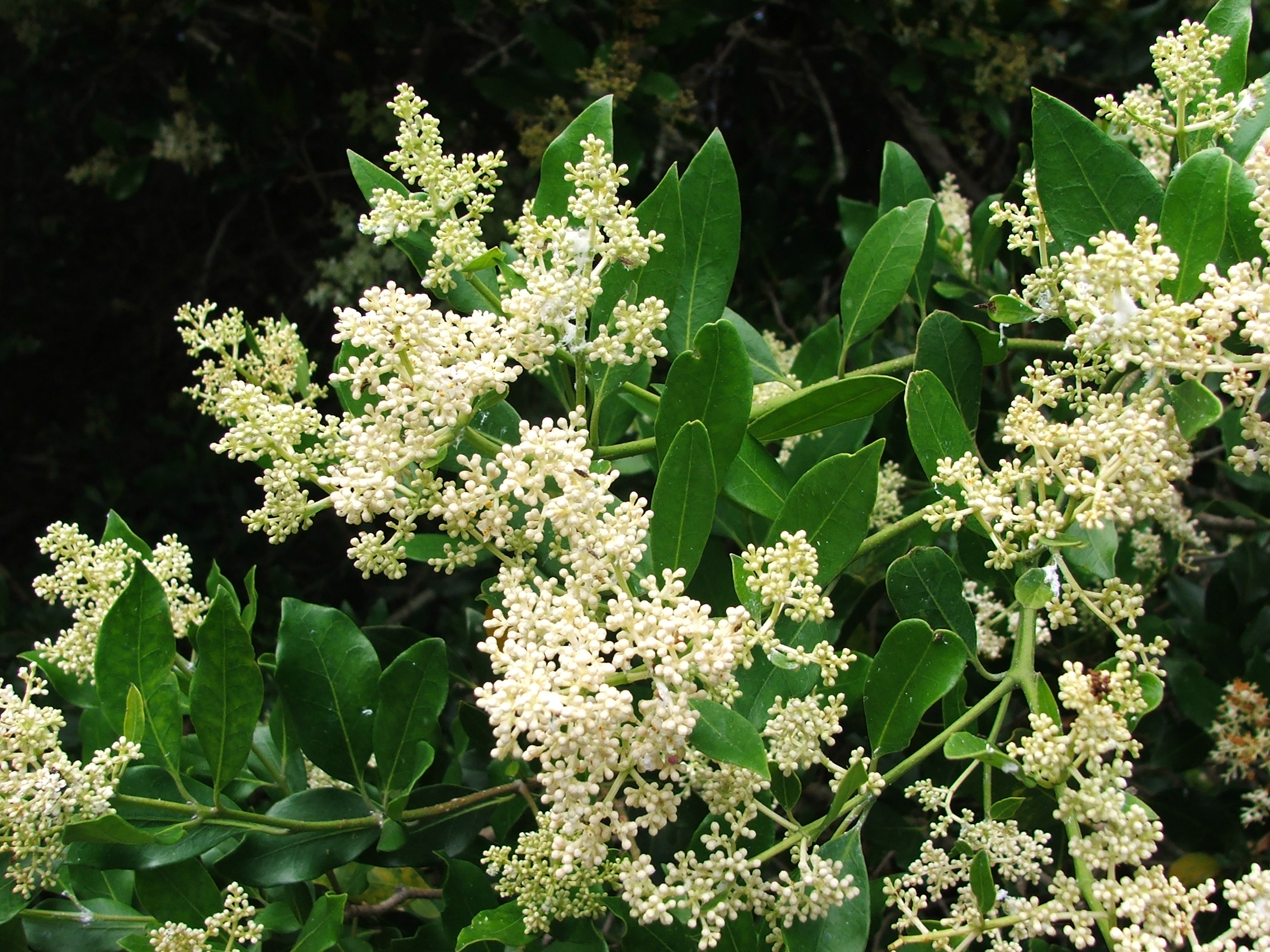
Bloesem.
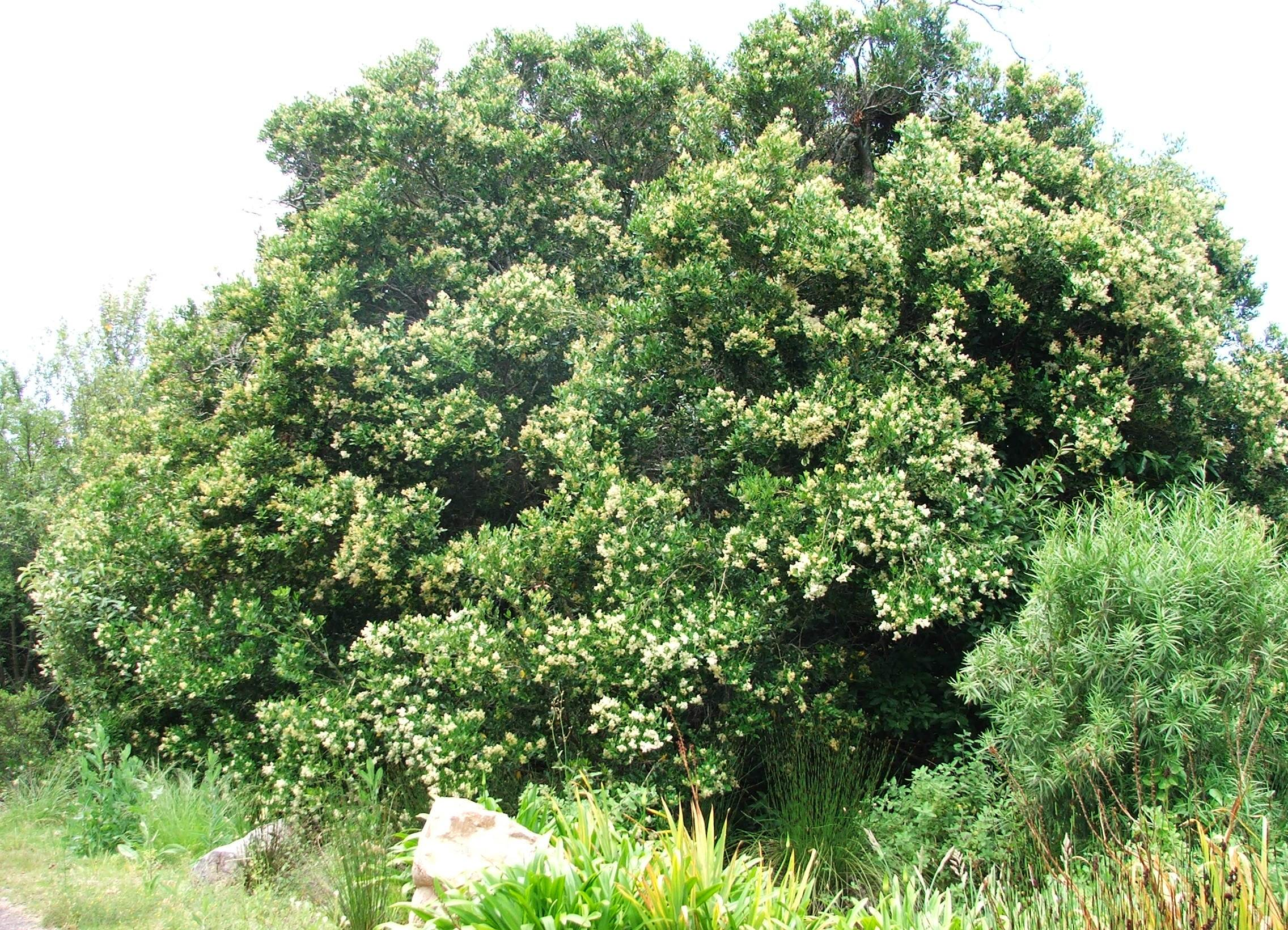
Een boom in bloei.
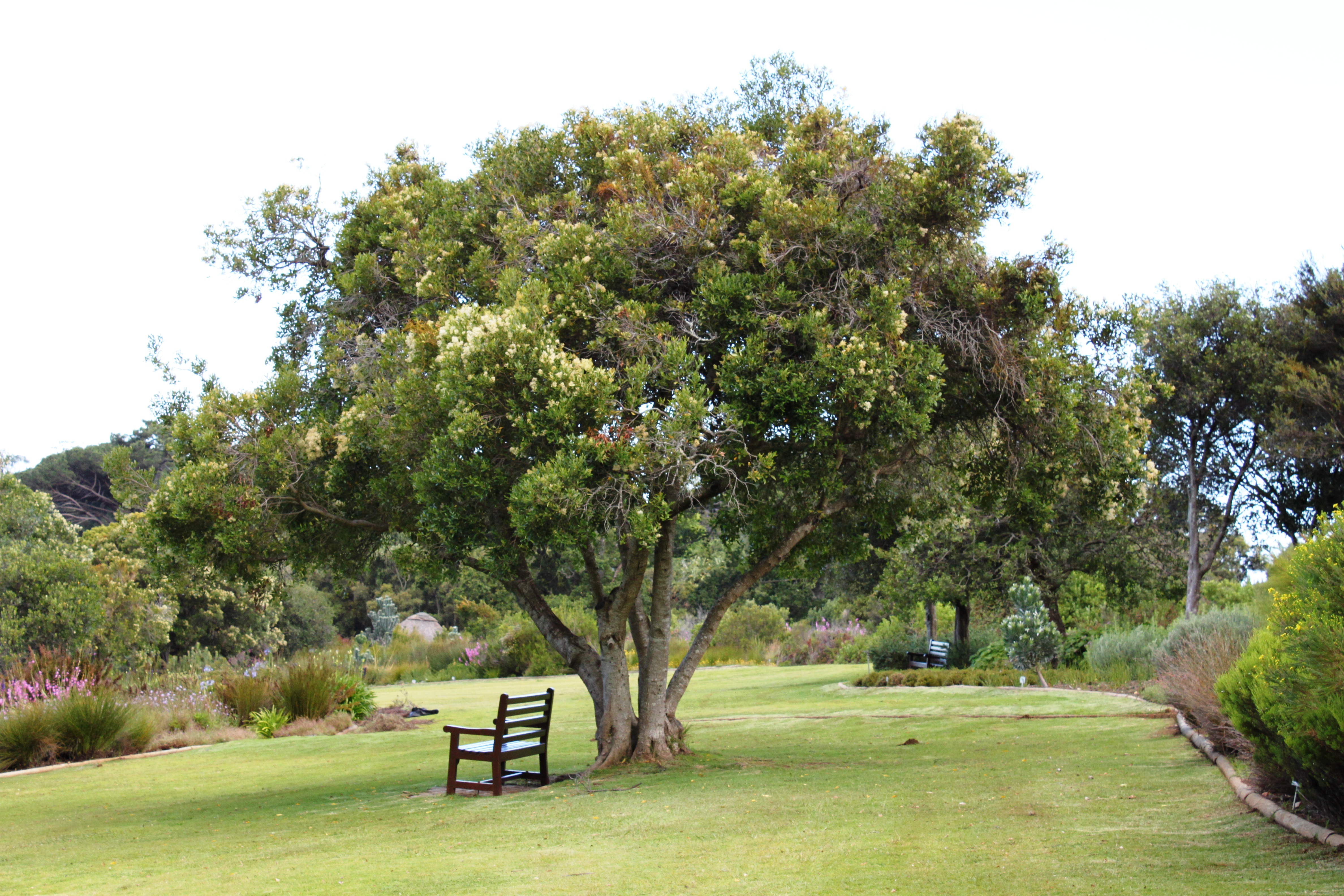
Een zwart ijzerhoutboom in een tuin.
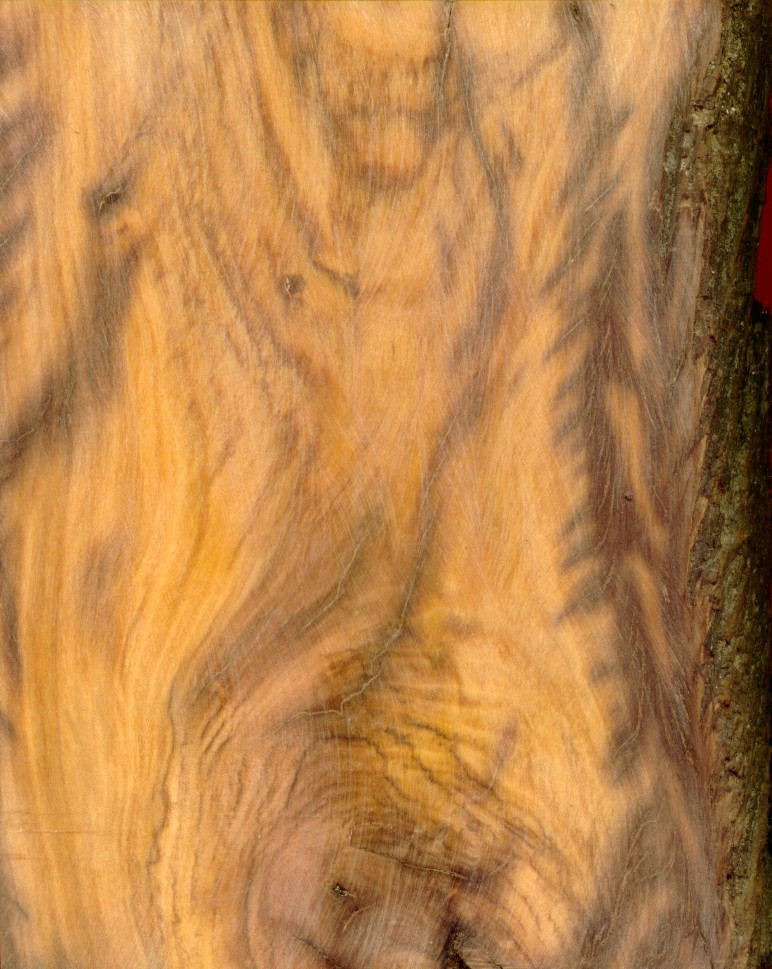
Het hout